# Хабалинка
Хабалинка (рос. Хабалинка) — присілок у Лузькому районі Ленінградської області Російської Федерації.
Населення становить 1 особу. Належить до муніципального утворення Оредежське сільське поселення.

## Історія
Згідно із законом від 28 вересня 2004 року № 65-оз належить до муніципального утворення Оредежське сільське поселення.

## Населення
| 1838 | 1862 | 1997 | 2007 | 2010 |
| ---- | ---- | ---- | ---- | ---- |
| 18   | ↗21  | ↘1   | →1   | →1   |